# Đa búp đỏ
Đa búp đỏ hay còn gọi là đa cao su, đa dai (danh pháp hai phần: Ficus elastica) là một loài thực vật có hoa trong chi Đa đề (Ficus), có nguồn gốc ở vùng đông bắc Ấn Độ (Assam), kéo dài về phía nam tới Indonesia (Sumatra và Java).
Nó là loài cây thân gỗ lớn trong nhóm đa đề, có thể cao tới 30–40 m (ít khi thấy cao tới 60 m), với đường kính thân cây tới 2 m, với thân cây phát triển ra từ các rễ khí và rễ trụ để giữ chặt nó vào trong đất và giữ các cành to và nặng. Các lá của nó hình ôvan, bóng mặt, dài khoảng 10–35 cm và rộng 5–15 cm; kích thước lá lớn nhất có ở các cây non (đôi khi dài tới 45 cm), nhưng nhỏ hơn nhiều ở các cây già (thông thường khoảng 10 cm dài). Các lá phát triển ở bên trong một vỏ bọc tại mô phân sinh ở ngọn, gọi là búp đa, và nó sẽ phát triển lớn hơn khi lá mới được phát triển. Khi lá phát triển, nó mở ra và vỏ bọc rụng xuống. Bên trong của lá mới thì một lá non khác đang chờ để được phát triển.
Giống như các thành viên khác của chi Ficus, hoa của đa búp đỏ cần phải có các loài ong đa đề (họ Agaonidae) chuyên biệt để thụ phấn trong quan hệ đồng tiến hóa. Do mối quan hệ này, đa búp đỏ không sản sinh ra các hoa nhiều màu sắc hay có hương thơm để dẫn dụ các loài côn trùng thụ phấn cho nó. Quả hình ôvan, nhỏ, màu lục-vàng, dài khoảng 1 cm, ăn được nhưng ít khi ăn; nó chứa các hạt và trong đó thì các ấu trùng của loài ong bắp cày thụ phấn cho đa đề có mặt.

## Trồng và sử dụng

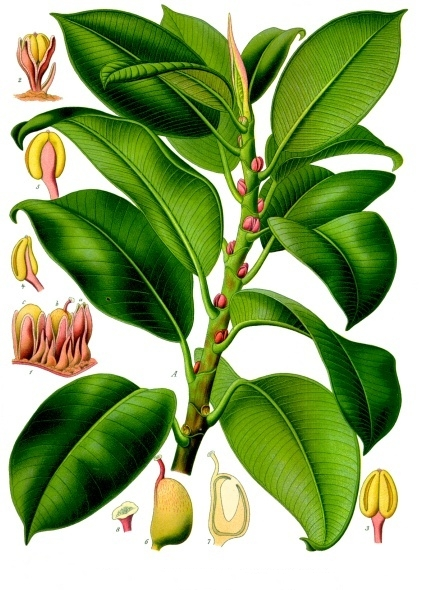
Minh họa trong Medicinal-Plants của Koehler, 1887

Ficus elastica được trồng làm cây cảnh ngoài trời tại các khu vực không bị sương giá từ khu vực nhiệt đới tới khu vực Địa Trung Hải và trong nhà trong các khu vực có khí hậu lạnh hơn.
Đa búp đỏ ưa thích khu vực nhiều nắng nhưng không có nhiệt độ quá cao. Nó có thể chịu được khô hạn, nhưng ưa ẩm và phát triển tốt trong các điều kiện nhiệt đới mưa nhiều. Khi trồng làm cây cảnh thì giống lai có tên gọi Robusta với các lá cứng hơn, rộng bản hơn và đứng thẳng hơn nói chung hay được sử dụng thay cho dạng hoang dại. Nhiều dạng như vậy tồn tại, thông thường với các lá lốm đốm màu.
Phần lớn cây trồng được tạo ra nhờ nhân giống vô tính. Điều này có thể thực hiện bằng cách trồng các cành giâm hay cành chiết.
Đa búp đỏ có thể sinh ra nhựa mủ màu trắng sữa, trong một số trường hợp cũng được dùng để sản xuất cao su, nhưng nói chung không đáng kể so với cây cao su. Nhựa mủ từ đa búp đỏ cũng được sử dụng để làm một loại kẹo cao su là Hubba Bubba của công ty Wrigley.